# Процесс Гаусса — Маркова
Проце́сс Га́усса — Ма́ркова — случайный процесс, который удовлетворяет требованиям как для гауссовского процесса, так и для марковского. Назван в честь Карла Фридриха Гаусса и Андрея Андреевича Маркова. Стационарный процесс Гаусса — Маркова также известен как процесс Орнштейна — Уленбека.

## Основные свойства
Каждый процесс Гаусса — Маркова {\displaystyle X(t)} обладает тремя следующими свойствами:
1. Если {\displaystyle h(t)} — ненулевая скалярная функция от {\displaystyle t}, то {\displaystyle z(t)=h(t)X(t)} также является процессом Гаусса — Маркова.
2. Если {\displaystyle f(t)} — неубывающая скалярная функция от {\displaystyle t}, то {\displaystyle z(t)=X(f(t))} также является процессом Гаусса — Маркова.
3. Если процесс невырожденный и непрерывный в среднеквадратическом, то существуют ненулевая скалярная функция {\displaystyle h(t)} и строго возрастающая скалярная функция {\displaystyle f(t)} такие, что {\displaystyle X(t)=h(t)W(f(t))}, где {\displaystyle W(t)} — стандартный винеровский процесс.

Свойство (3) означает, что любой невырожденный непрерывный в среднеквадратическом процесс Гаусса — Маркова может быть синтезирован из стандартного винеровского процесса.

## Прочие свойства
Стационарный процесс Гаусса — Маркова с дисперсией {\displaystyle {\textbf {E}}(X^{2}(t))=\sigma ^{2}} и постоянной времени {\displaystyle \beta ^{-1}} обладает следующими свойствами.
- Экспоненциальная автокорреляция:

{\displaystyle {\textbf {R}}_{x}(\tau )=\sigma ^{2}e^{-\beta |\tau |}.\,}
- Функция спектральной плотности мощности, имеет ту же форму, что и распределение Коши:

{\displaystyle {\textbf {S}}_{x}(j\omega )={\frac {2\sigma ^{2}\beta }{\omega ^{2}+\beta ^{2}}}.\,}
(Обратите внимание, что распределение Коши и этот спектр различаются масштабными коэффициентами.)
- Вышеупомянутое даёт следующую спектральную факторизацию:

{\displaystyle {\textbf {S}}_{x}(s)={\frac {2\sigma ^{2}\beta }{-s^{2}+\beta ^{2}}}={\frac {{\sqrt {2\beta }}\,\sigma }{(s+\beta )}}\cdot {\frac {{\sqrt {2\beta }}\,\sigma }{(-s+\beta )}},}
что важно в винеровском оценивании и других областях.